# Orozimbo Fuenzalida
Monseñor Orozimbo Fuenzalida Fuenzalida (Rancagua, 22 de mayo de 1925 - Santiago, 27 de marzo de 2013) fue un religioso católico chileno, obispo emérito de San Bernardo.

## Biografía
Nació en Rancagua, hijo de Belarmino Fuenzalida Contreras y Josefa Fuenzalida Gamboa.
Estudió en el Seminario de Santiago y en la Facultad de Teología de la Universidad Católica de Chile. Obtuvo un bachiller en Teología. Fue ordenado sacerdote en la Catedral de Rancagua el 10 de enero de 1951 por el obispo de Rancagua, monseñor Eduardo Larraín. Entre sus primeras funciones eclesiásticas estuvieron ser párroco de Pichilemu, asesor diocesano de la Acción católica rural y vicario diocesano de Pastoral.
El papa Pablo VI lo eligió obispo titular de Burca y prelado de Calama el 12 de marzo de 1968. Fue consagrado obispo el 19 de mayo de 1968 por el arzobispo de Antofagasta, monseñor Francisco de Borja Valenzuela Ríos. Tomó posesión de la prelatura el mismo día de su consagración.
El papa Pablo VI lo trasladó a la diócesis de Los Ángeles el 26 de febrero de 1970, donde sucedió a Alejandro Durán, quien a su vez fue trasladado a Rancagua. El papa Juan Pablo II lo trasladó a la recién creada diócesis de San Bernardo el 16 de julio de 1987. Hizo la visita Ad Limina Apostolorum en 1974, 1979 y en 1984 como obispo de Los Ángeles y en 1989, 1994 y 2002 como obispo de San Bernardo.
Participó en la II Conferencia General del Episcopado Latinoamericano celebrada en Puebla, México, en 1979. Desempeñó diversos cargos en la Conferencia Episcopal de Chile. Fundó el seminario de San Bernardo, el 18 de marzo de 1989.
Falleció el 27 de marzo de 2013 a consecuencia de una insuficiencia renal y cardíaca. Su cuerpo descansa en la cripta de la Catedral de San Bernardo.